# Khodasadevi
Khodasadevi – gaun wikas samiti w zachodniej części Nepalu w strefie Seti w dystrykcie Achham. Według nepalskiego spisu powszechnego z 2011 roku liczył on 714 gospodarstw domowych i 3934 mieszkańców (2079 kobiet i 1855 mężczyzn).